# Векторски модел атома
Векторски модел атома је модел атома у квантној и атомској физици представљен преко угаоног момента. Векторски модел атома се назива и семикласичан модел атома зато што је њиме кретање електрона око језгра описано на класичан начин, да се електрон креће по кружној путањи, а за угаони момент се узима да је квантован. Векторски модел атома је генерализација Радерфорд-Бор-Зомерфелдовог модела атома на вишеелектронске атоме.
Векторски модел атома објашњава представљање укупног угаоног момента атома преко орбиталног и спинског угаоног момента.

## Једноелектронски атом
Код једноелектронског атома, укупни угаони момент је представљен као векторски збир орбиталног и спинског угаоног момента:
j = l + s  и њему одговара укупни магнетни момент:
μj = μl + μs
.
За једноелектроски атом, фина структура је добијена из хамилтонијана којем основни део:
{\displaystyle H_{0}=\ {\frac {\hbar ^{2}}{2m_{e}}}\Delta -{\frac {1}{4\pi \epsilon _{0}}}{\frac {Ze^{2}}{r}},}
a интеракција између орбиталног и спинског угаоног момента се третира као мала пертурбација:
{\displaystyle H_{1}={\frac {1}{2m_{e}^{2}c^{2}}}<{\frac {1}{r}}{\frac {dV}{dr}}>={\frac {\xi }{\hbar ^{2}}}{\vec {s}}{\vec {l}}}

## Прецесија
Према векторском моделу, једначина за класичну прецесију момента импулса l услед интеракције момената импулса l и s, дата је изразом:
{\displaystyle {\frac {d}{dt}}{\vec {l}}={\frac {\xi }{\hbar ^{2}}}{\vec {s}}\times {\vec {l}},}
a одговарајућа квантно-механичка једначина је:
{\displaystyle {\frac {d}{dt}}{\vec {l}}={\frac {1}{i\hbar }}[{\vec {l}},H].}
Аналогно важи и за спински угаони момент:
{\displaystyle {\frac {d}{dt}}{\vec {s}}={\frac {\xi }{\hbar ^{2}}}{\vec {l}}\times {\vec {s}},}
па се сабирањем добија за укупни угаони момент:
{\displaystyle {\frac {d}{dt}}{\vec {j}}={\frac {d}{dt}}{\vec {l+s}}={\frac {\xi }{\hbar ^{2}}}{\vec {s}}\times {\vec {l}}+{\frac {\xi }{\hbar ^{2}}}{\vec {l}}\times {\vec {s}}=0.}
Одавде се види да је укупни угаони момент константа кретања и комутира са хамилтонијаном .
Како је:
{\displaystyle {\frac {d}{dt}}{\vec {l}}={\frac {\xi }{\hbar ^{2}}}{\vec {s}}\times {\vec {l}}={\frac {\xi }{\hbar ^{2}}}{\vec {s+l}}\times {\vec {l}}={\frac {\xi }{\hbar ^{2}}}{\vec {j}}\times {\vec {l}}}
и слично:
{\displaystyle {\frac {d}{dt}}{\vec {s}}={\frac {\xi }{\hbar ^{2}}}{\vec {j}}\times {\vec {s}}.}
Ако се ове једначине упореде са једначином која описује кретање у класичној физици:
{\displaystyle {\frac {d}{dt}}{\vec {L}}={\vec {\omega }}\times {\vec {L}},}
закључује се да ће вектори угаоних момената l и s вршити прецесију око правца вектора ј са угаоном брзином:
{\displaystyle \omega =|{\frac {\xi }{\hbar ^{2}}}{\vec {j}}|.}